# Bitwa o ciężką wodę (serial telewizyjny)
Bitwa o ciężką wodę (tytuł oryginalny Kampen om tungtvannet) – norweski serial telewizyjny emitowany od 4 stycznia do 1 lutego 2015 roku przez norweską stację publiczną NRK1. W Polsce cały serial został udostępniony w Internecie 15 stycznia 2016 roku na platformie Ipla i VoD.pl w ramach usługi VOD. 

## Fabuła
Oparta na faktach fabuła serialu opowiada o "bitwie o ciężką wodę" – jednej z akcji sabotażowych z okresu II wojny światowej. Akcja rozpoczyna się w 1933 roku w Sztokholmie, gdy niemiecki fizyki Werner Heisenberg otrzymał Nagrodę Nobla. W 1938 roku naziści zwerbowali go do ściśle tajnego przedsięwzięcia polegającego na budowie bomby jądrowej. Do tego celu potrzebna jest tzw. ciężka woda produkowana w Norwegii. Po zajęciu tego kraju w 1940 roku Niemcy przejęli też fabrykę ciężkiej wody. Aby zapobiec budowy bomby jądrowej przez nazistów alianci przerzucili komandosów w norweskie góry, gdzie znajduje się miasteczko Rjukan, a w nim strategiczna fabryka. Zadaniem komandosów było wysadzenie jej w powietrze. Koordynatorem akcji był profesor Leif Tronstad.

## Obsada
| Aktor                   | Rola                              |
| ----------------------- | --------------------------------- |
| Andreas Döhler          | Kurt Diebner                      |
| Robert Hunger-Bühler    | Generał Emil Leeb                 |
| Marc Benjamin Puch      | SS-Sturmbannführer (Major) Decker |
| Christoph Bach          | Werner Heisenberg                 |
| Peri Baumeister         | Elisabeth Heisenberg              |
| Espen Reboli Bjerke     | Jomar Brun                        |
| Torstein Bjørklund      | Arne Kjelstrup                    |
| Endre Ellefsen          | Hans Storhaug                     |
| Ole Christoffer Ertvaag | Birger Strømsheim                 |
| Eirik Evjen             | Kasper Idland                     |
| Anna Friel              | Julie Smith (postać fikcyjna)     |
| Benjamin Helstad        | Jens-Anton Poulsson               |
| Frank Kjosås            | Knut Haukelid                     |
| Espen Klouman-Høiner    | Leif Tronstad                     |
| Rolf Kristian Larsen    | Einar Skinnarland                 |
| Ragnhild Myntevik       | Astrid                            |
| Mads Sjøgård Pettersen  | Fredrik Kayser                    |
| Søren Pilmark           | Niels Bohr                        |
| Christian Rubeck        | Claus Helberg                     |
| Maibritt Saerens        | Ellen Henriksen (postać fikcyjna) |
| Audun Sandem            | Knut Haugland                     |
| Tobias Santelmann       | Joachim Rønneberg                 |
| Dennis Storhøi          | Bjørn Henriksen (postać fikcyjna) |
| Pip Torrens             | John Skinner Wilson               |
| Stein Winge             | Axel Aubert                       |
| Uwe Preuss              | Generał Fischer                   |
| David Zimmerschied      | Carl Friedrich von Weizsäcker     |

## Odbiór
Serial otrzymał bardzo pozytywne recenzje i otrzymał w 2015 roku międzynarodową nagrodę Prix Italia w kategorii "najlepszy serial". Cieszył się też wielką popularnością wśród norweskiej widowni, bijąc rekord oglądalności tamtejszej telewizji (pierwszy odcinek obejrzało ponad 1,2 miliona widzów, a ostatni ponad 1,3 miliona).